# デバイ
デバイ（英: debye）は、電気双極子モーメントを表す単位のひとつ。D で表す。単位名は物理学者のピーター・デバイにちなむ。
国際単位系・CGS単位系としては認められていないが、物理学・化学などの分野では頻繁に使用されている。
1 D は 10−18 esu·cm として定義される。SIでは正確に (1/299792458)×10−21 C·m であり、約 3.33564×10−30 C·m である。
原子単位系における電気双極子モーメントは、1 au ≒ 2.54 D ≒ 8.47×10−30 C·m である。
一般的な分子の電気双極子モーメントは数 au のオーダーであるが、SI単位では極めて小さな値となり扱いづらいため、デバイが使用されることが多い。